# Quadrangle

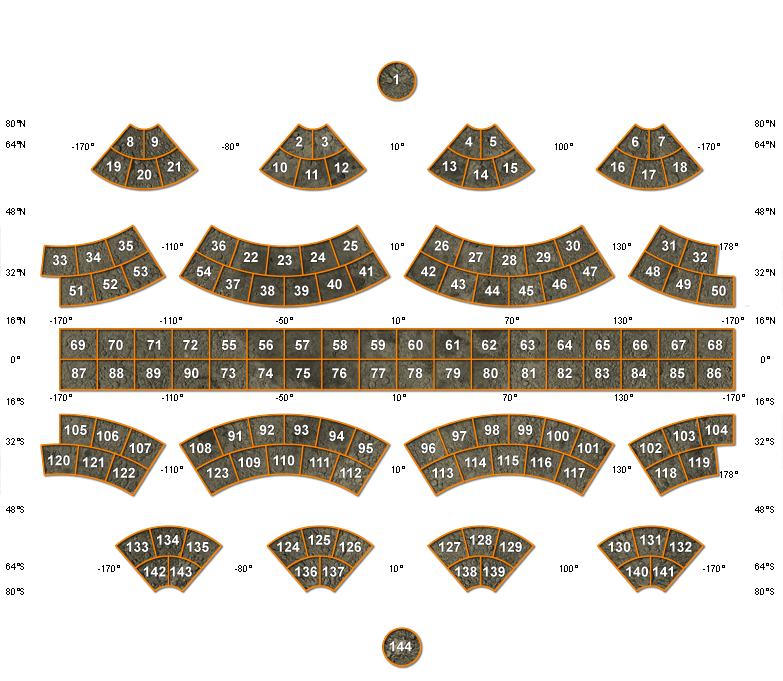
Map van quadrangles van de Maan van de USGS op schaal 1 : 1.000.000.

Een quadrangle is in de geodesie en planetologie een kromlijnige vierhoek begrensd door twee meridianen en twee parallellen.
Quadrangles worden gebruikt om geologische formaties en gebeurtenissen op een hemellichaam in ons zonnestelsel ruwweg te lokaliseren, zoals de continenten en oceanen op Aarde. De cartografie van deze hemellichamen is over het algemeen in quadrangles georganiseerd.